# Innsbrucker Platz (métro de Berlin)
Innsbrucker Platz est une station du métro en zone A de Berlin, située sous la place éponyme dans le quartier de Schöneberg. C'est le terminus de la ligne 4 et des correspondances sont possibles par la gare de Berlin Innsbrucker Platz située à quelques mètres de distance dans le quartier de Friedenau.

## Situation
Innsbrucker Platz est le terminus sud de la ligne 4 et la 5e station à 2,9 km du terminus nord Nollendorfplatz.

## Service des voyageurs

### Intermodalité
- Autobus :  M85 ; M48  187 ; 248 [1]
- Gare de S-Bahn Innsbrucker Platz :

## Galerie de photographies

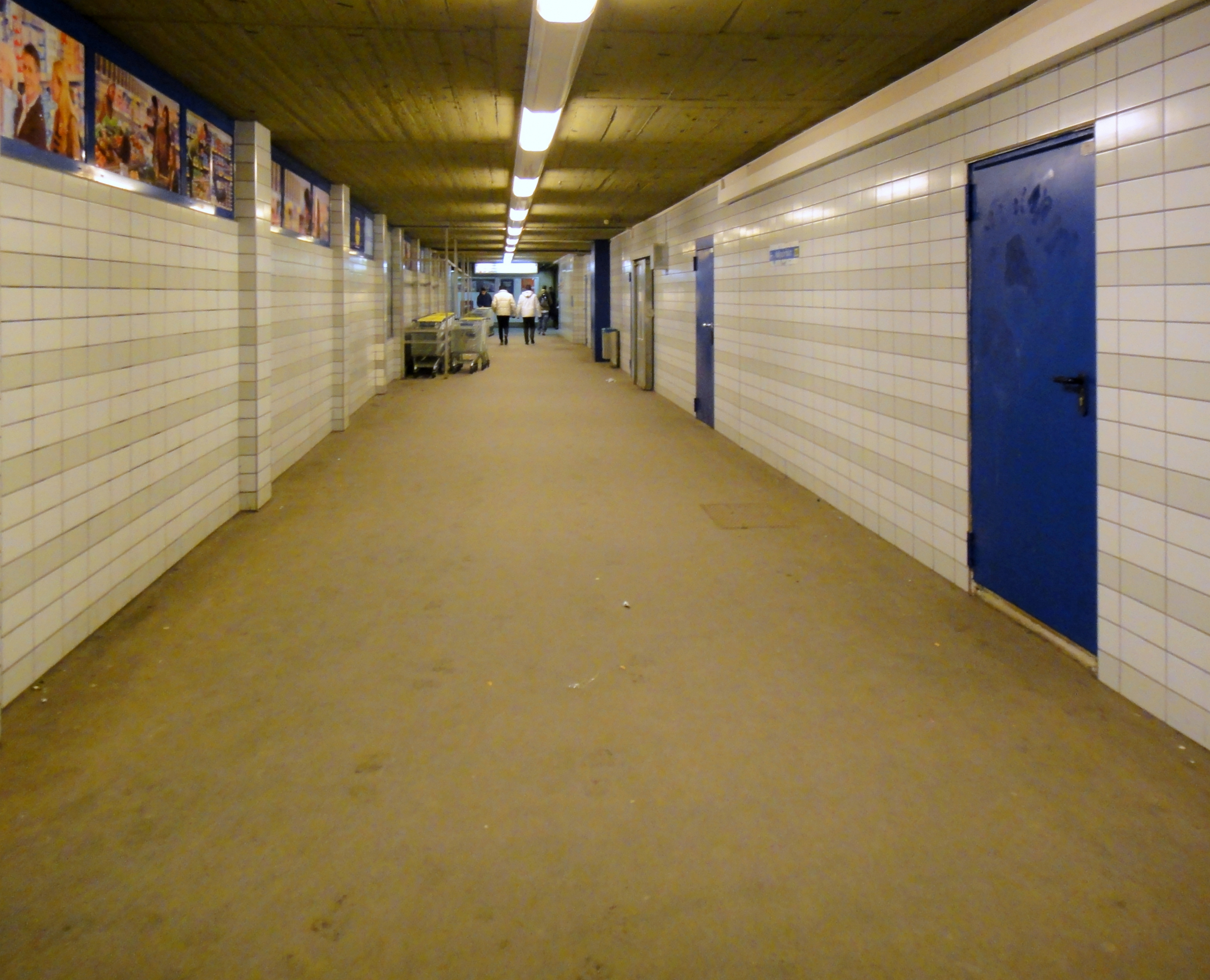
Couloir d'accès à la station
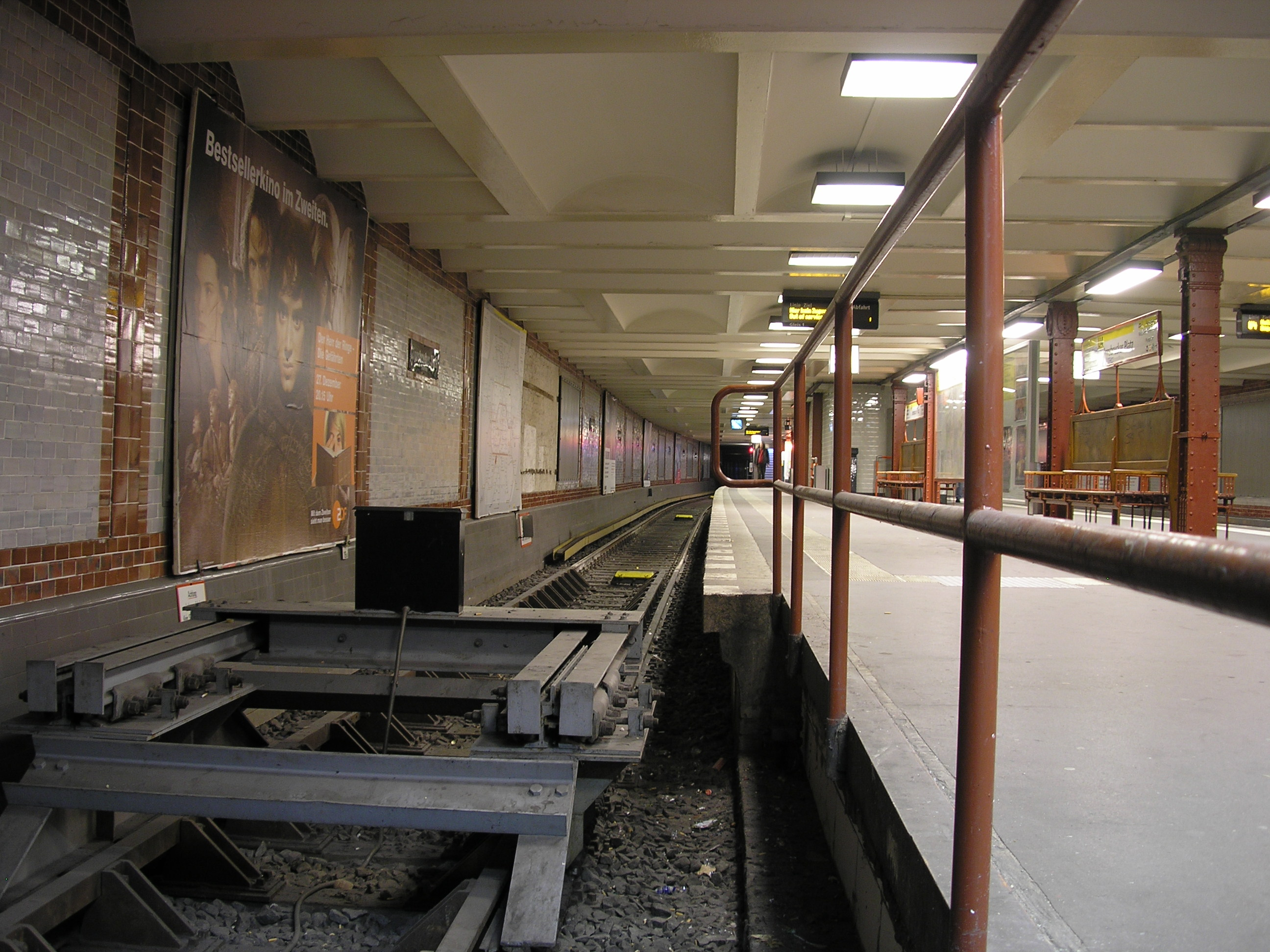
Terminus (côté ouest)
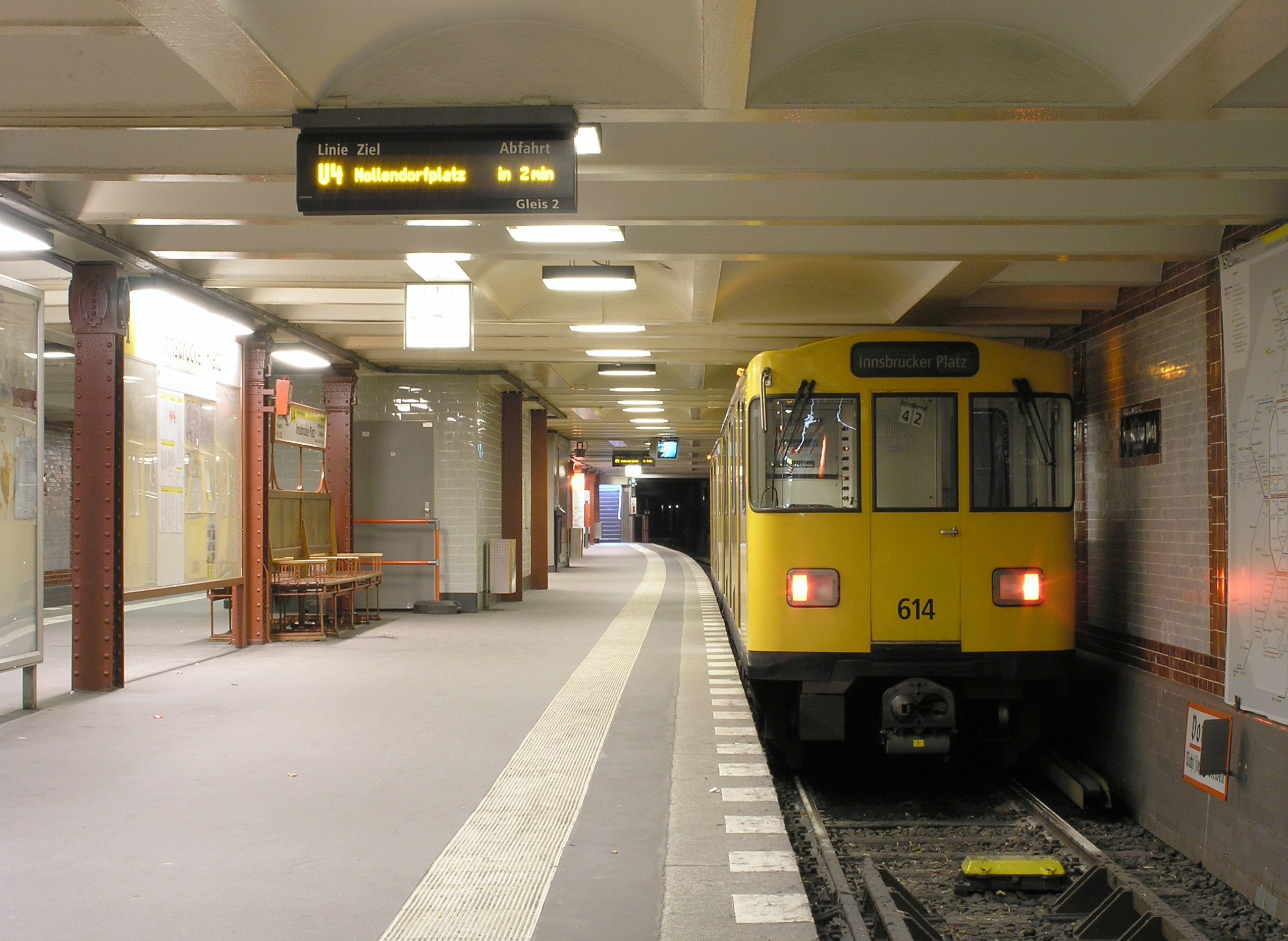
Rame en partance
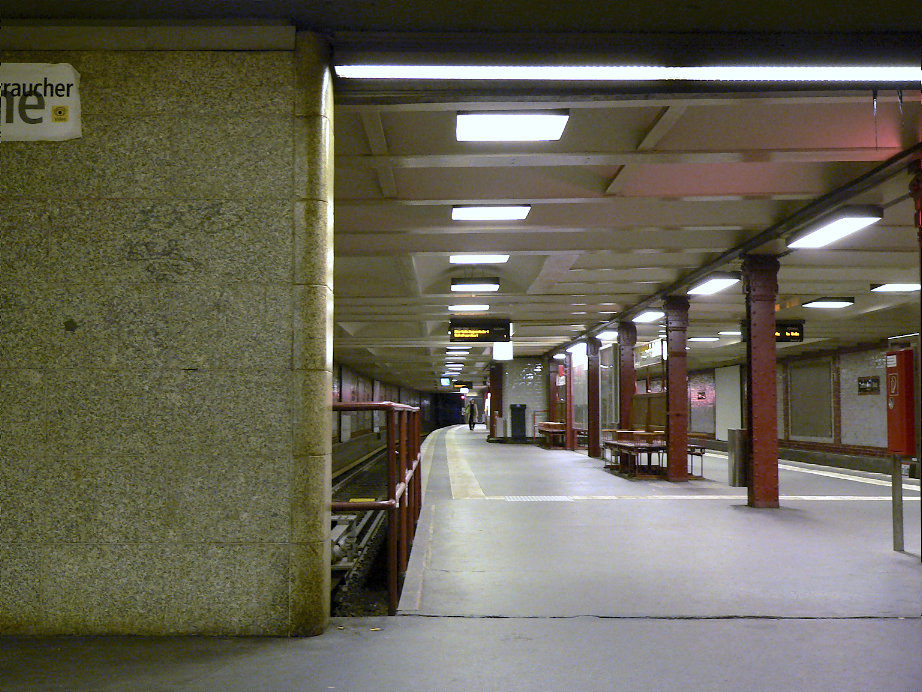
Vue des quais
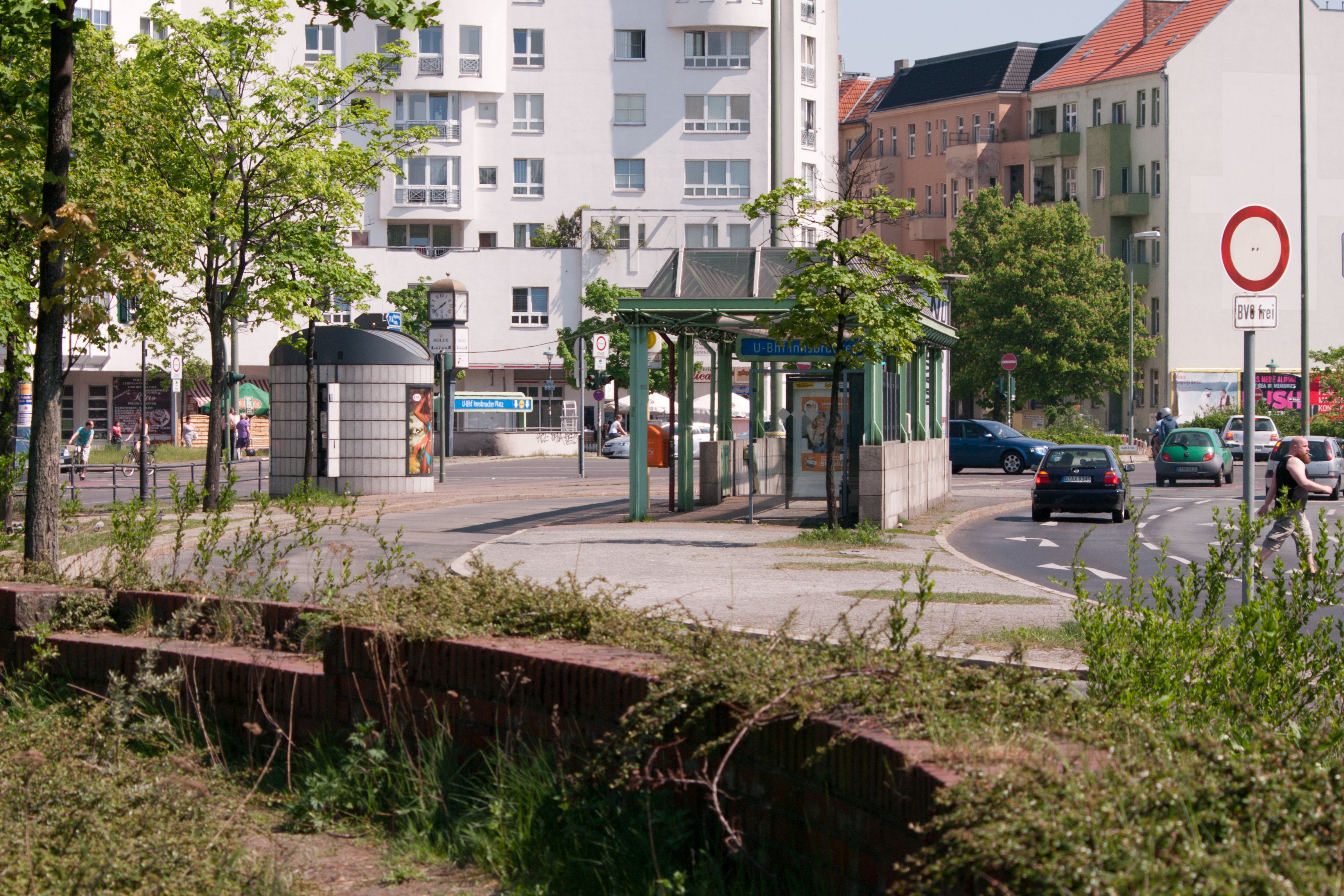
Deux bouches de métro sur la place